# Der blev mit hjerte barn
Der blev mit hjerte barn er en film instrueret af Fernando Cavaterra.

## Handling
En vision af, hvordan H.C. Andersen oplevede Italien som farvernes, poesiens og lidenskabernes land. Med Jesper Klein som Andersen føres vi rundt med eventyrdigteren, der møder andre danskere i det fremmede land, og også giver sig tid til at tænke tilbage på fædrelandet og fortælle eventyr for børn og voksne. Filmen indeholder en gengivelse af eventyret "Hvad fatter gør er altid det rigtige".